# Elodes microps
Elodes microps is een keversoort uit de familie moerasweekschilden (Scirtidae). De wetenschappelijke naam van de soort werd in 2002 gepubliceerd door Bernard Klausnitzer.